# Parafraza
Parafraza (gr. παράφρασις paráphrasis „omówienie; opowiadanie”) – swobodna przeróbka tekstu lub tłumaczenia, która rozwija lub modyfikuje treść oryginału, zachowując jednak jego zasadniczy sens. Przeciwieństwo metafrazy – literalnego przekazu słowo w słowo. Parafraza jest czytelna tylko wtedy, gdy odwołuje się do dzieła powszechnie znanego.
Parafraza w językoznawstwie to wyrażenie tej samej treści innymi środkami wyrazowymi, powiązane z wyrażaniem synonimicznym. Z kolei parafraza składniowa (syntaktyczne) to takie przekształcenie zdania, które nie zmienia jego znaczenia, ale przekazuje tę samą treść przy użyciu innej konstrukcji składniowych; przykładowo: „Perfumy przyjemnie pachną” → „Perfumy mają przyjemny zapach”. Parafrazy słowotwórcze polegają na zastąpieniu wyrazu pochodnego dłuższym związkiem wyrazowym, np. „czytelnik” → „(ten), kto czyta”.
Umiejętność parafrazowania stanowi istotną część kompetencji językowych.